# فريدي ايستوود
فريدي ايستوود (بالإنجليزية: Freddy Eastwood)‏ (29 أكتوبر 1983 في المملكة المتحدة - ) هو لاعب كرة قدم بريطاني في مركز الهجوم. شارك مع منتخب ويلز لكرة القدم. أما مع النوادي، فقد لعب مع كوفنتري سيتي ووست هام يونايتد ووولفرهامبتون واندررز ونادي ساوثيند يونايتد وغرايز أتلاتيك ‏.

## وصلات خارجية
- فريدي ايستوود على موقع الاتحاد الأوربي (الإنجليزية)
- فريدي ايستوود على موقع قاعدة بيانات كرة القدم.إي يو (الإنجليزية)
- فريدي ايستوود على موقع ناشيونال فوتبول تيمز (الإنجليزية)
- فريدي ايستوود على موقع Soccerbase.com (لاعب) (الإنجليزية)